# القنب الهندي في الأرجنتين

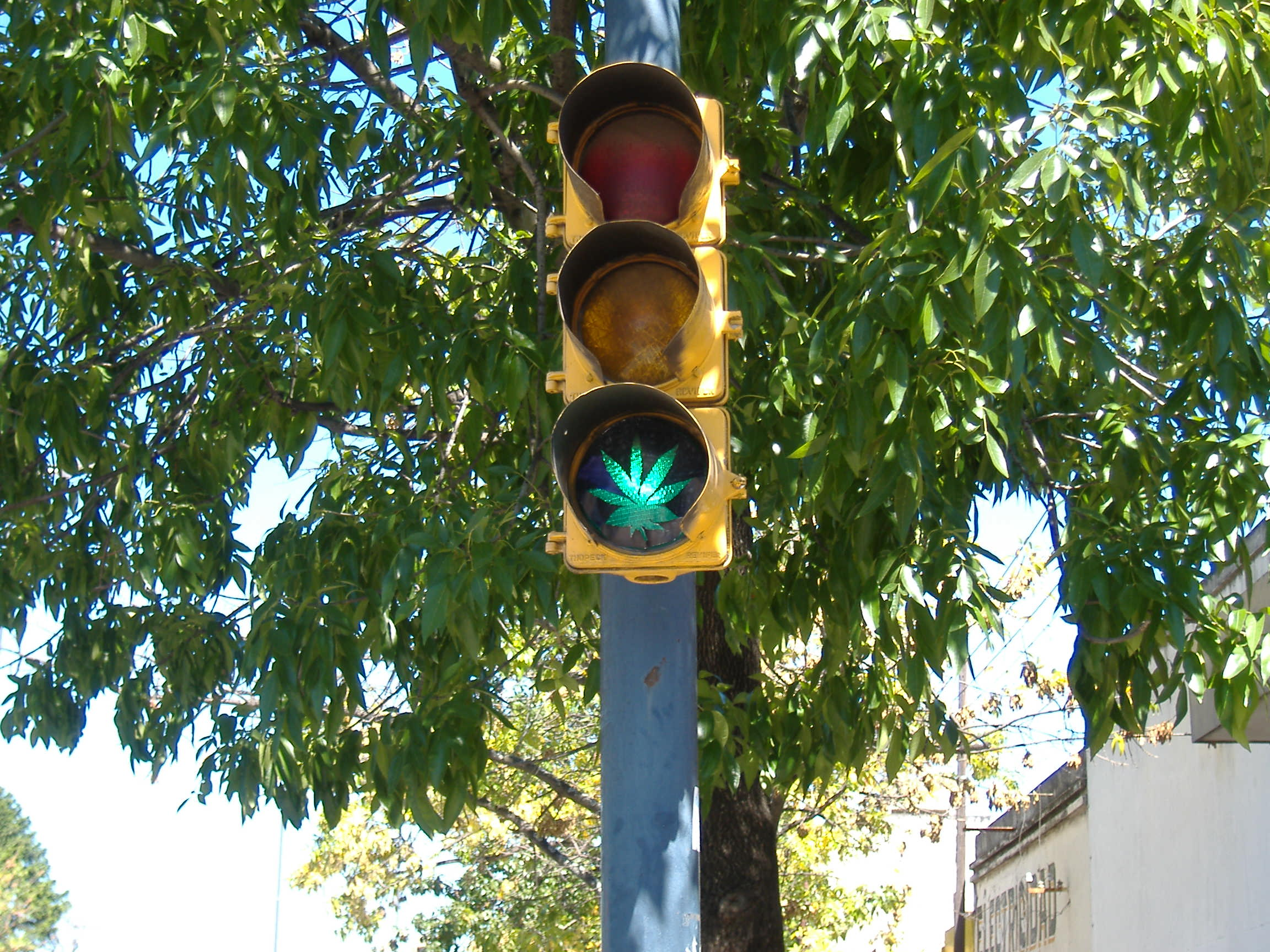
إشارة تخريب في روزاريو

تم تجريم القنب الهندي في الأرجنتين للاستخدام الشخصي بكميات صغيرة وللاستهلاك في الأماكن الخاصة، حكمت المحكمة العليا في عام 2009.
الاستهلاك العام مقبول بشكل عام بين الشباب. يتم قبول الاستهلاك للأغراض الطبية ولكن لا يتم تشريعها (فقط في المواقع الخاصة). إن زراعة كميات كبيرة وبيعها ونقلها أمر غير قانوني ويعاقب عليه القانون الساري.
أصبح القنب الطبي قانونيًا في تشوبوت منذ 23 سبتمبر 2016, وفي سانتا في منذ 30 نوفمبر 2016.
في 29 مارس 2017, وافق مجلس الشيوخ الأرجنتيني على الاستخدام الطبي لزيت القنب كانابيديول وتم إصداره في 21 سبتمبر 2017. في 12 نوفمبر 2020, وقع الرئيس ألبرتو فرنانديز مرسومًا يقنن الزراعة الذاتية وينظم مبيعات القنب الطبي والحصول عليه المدعوم، مع التوسع في مشروع قانون 2017.